# Igor Muževič
Igor Muževič, slovenski zdravnik in sindikalist, * 28. september 1980.
Je specialist družinske medicine. Dela kot koncesionar v Domu starejših občanov v Kamniku.
Od septembra 2012 vodi sindikat družinskih zdravnikov PRAKTIK.UM. Je član Odbora za zdravje in socialno varstvo mestnega sveta Mestne občine Ljubljana.

## Izobraževanje
Hodil je na Gimnazijo Bežigrad. Med letoma 1999 in 2006 je študiral medicino na Medicinski fakulteti v Ljubljani. Na Ekonomski fakulteti v Ljubljani je leta 2015 magistriral z delom Vplivanje na motivacijo in zadovoljstvo zdravnikov družinske medicine z namenom izboljšanja delovanja primarne zdravstvene dejavnosti v Sloveniji.

## Kariera
Med oktobrom 2008 in novembrom 2011 je bil specializant v Univerzitetnem kliničnem centru Ljubljana. Med februarjem 2012 in februarjem 2014 je bil družinski zdravnik v Sinopsisu v Zdravstvenem domu Radovljica.

### Politika
V letih 2014 in 2015 je bil član strateškega sveta za vprašanja na področju zdravstva v kabinetu premierja. Bil je član razširjenega strokovnega kolegija za družinsko medicino pri Ministrstvu za zdravje. Na lokalnih volitvah leta 2022 je na Listi Šport za zdravje kandidiral za položaj mestnega svetnika v Mestni občini Ljubljana.

## Zasebno
Ima družino. Kritičen je do slepe slovenske pridnosti, raje ima skandinavsko premišljenost in učinkovitost. Pri odločitvi za družinsko medicino so ga vodili ideali, kasneje je bil razočaran zaradi ugotovitve, da ne more učinkovito opravljati svojega dela.
Je gimnazijski prijatelj režiserja in kolumnista Gorana Vojnovića, ki ga kliče Mužo.